# Guillermo Collazo
Guillermo Collazo Tejada (Santiago di Cuba, 7 giugno 1850 – Parigi, 26 settembre 1896) è stato un pittore cubano.

## Biografia
Nato a Cuba in una famiglia di origini spagnole, Guillermo Collazo mostrò un talento precoce per la pittura e fu interessato fin da giovanissimo alla causa dell'indipendenza cubana, volendo seguire le orme di un cugino indipendentista giustiziato a diciassette anni. Conoscendo l'indole del figlio, allo scoppio della guerra dei dieci anni i genitori lo mandarono prontamente negli Stati Uniti. Pur non parlando inglese, trovò rapidamente lavoro a New York presso un fotografo e poi presso lo studio di Napoleon Sarony. Dopo anni di risparmi, riuscì ad aprire un proprio studio ed ebbe modo di farsi apprezzare come ritrattista. Proseguì con il suo attivismo per l'indipendenza cubana anche negli Stati Uniti, raccogliendo fondi e trovando lavoro per altri espatriati, tra cui José Martí.
Nel 1883 tornò a Cuba e aprì un proprio studio a L'Avana, ma dopo cinque anni lasciò nuovamente il Paese, trovando il clima politico opprimente. Si recò a Parigi, dove aprì un altro studio e divenne un punto di riferimento per altri espatriati cubani; nel 1890 due dei suoi dipinti furono esposti al Salon des artistes français. La dipendenza da narcotici finì per rovinargli la vista e per questo motivo negli ultimi anni abbandonò la pittura per la scultura. Morì a Parigi nel 1896 e le sue spoglie furono traslate a Cuba dopo la guerra d'indipendenza (1895-1898).
Le sue opere non furono esposte in patria fino al 1933, ma negli anni successivi la sua opera fu riscoperta dal pubblico e dalla critica cubana e nel 1976 il suo quadro Il patio fu commemorato con un francobollo.

## Galleria d'immagini

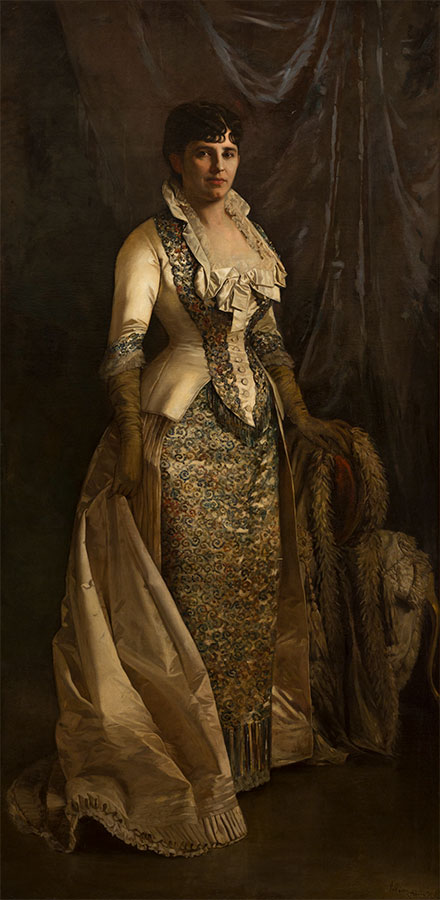
Ritratto di Carmen Bacallao de Malpica, 1883
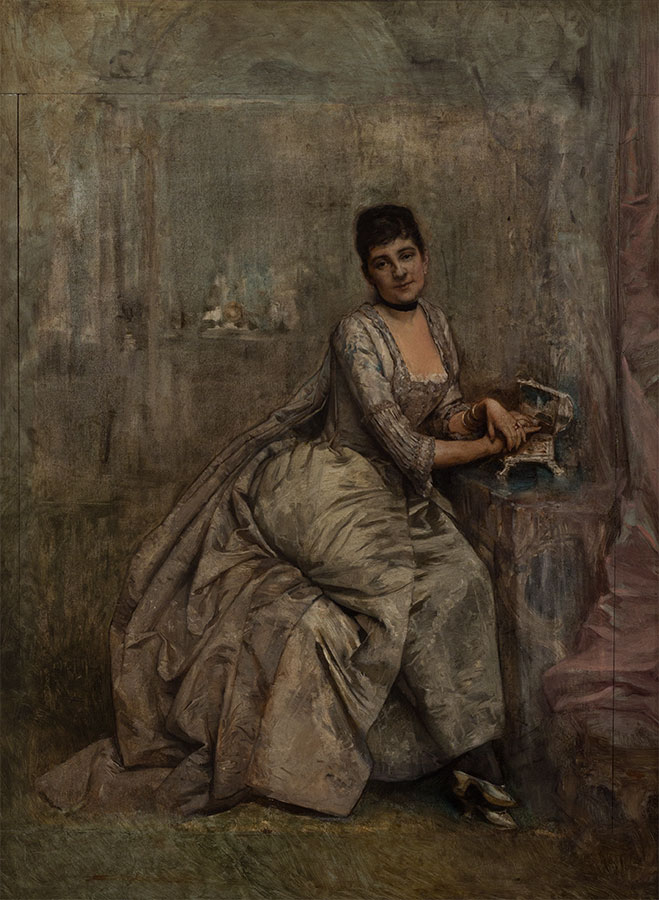
Ritratto di Susana Benítez de Cárdenas, 1883
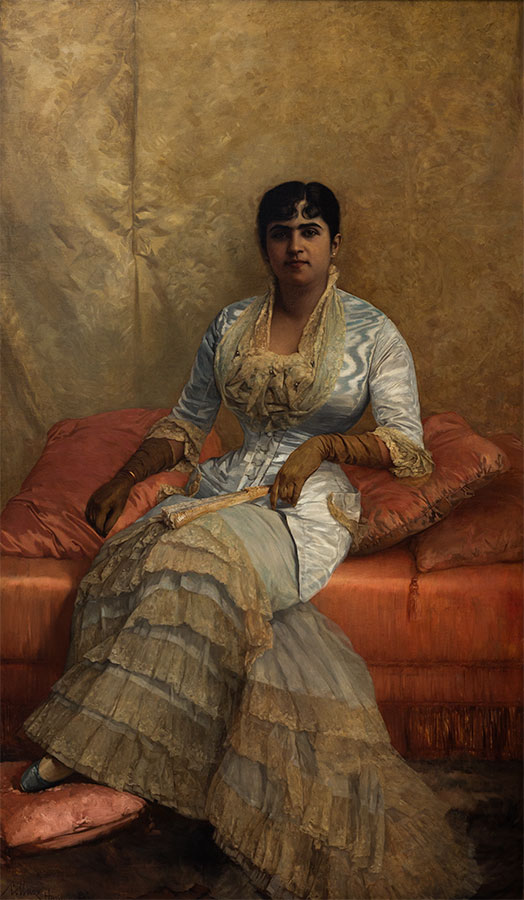
Ritratto di Emelina Collazo Tejada, 1886
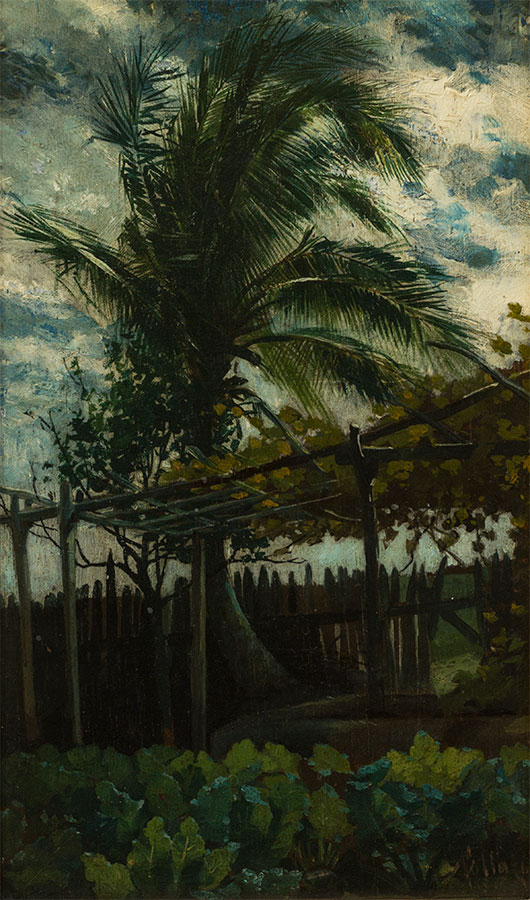
L'albero di cocco, 1886
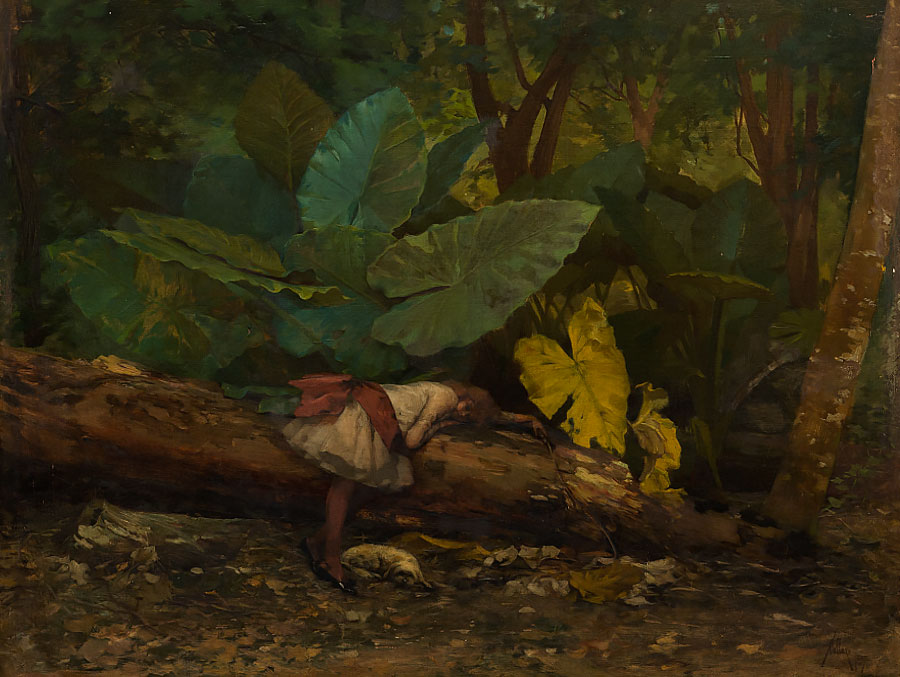
Bambina in giardino, 1887
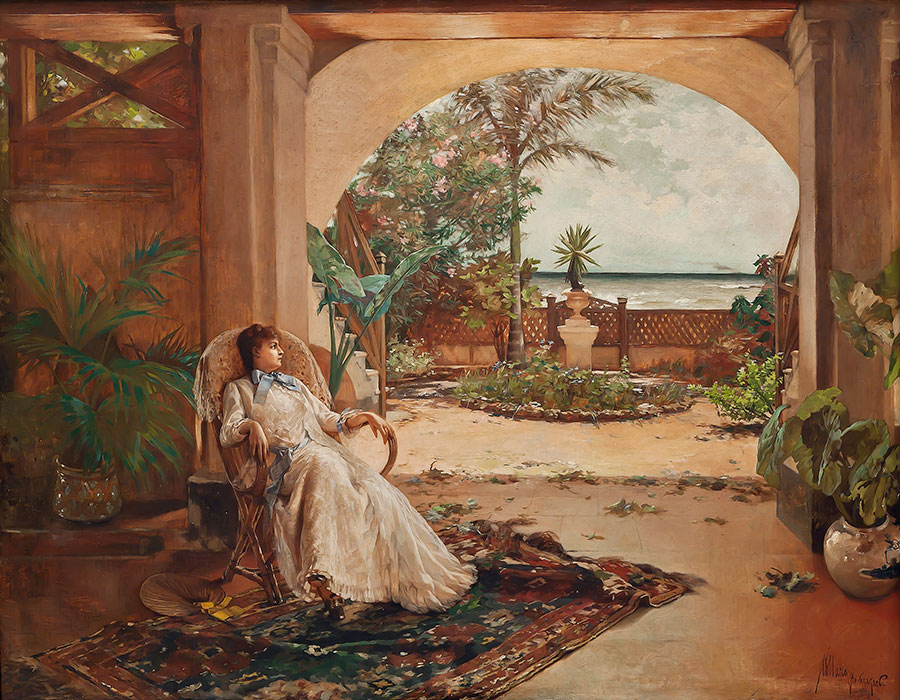
La siesta, 1888
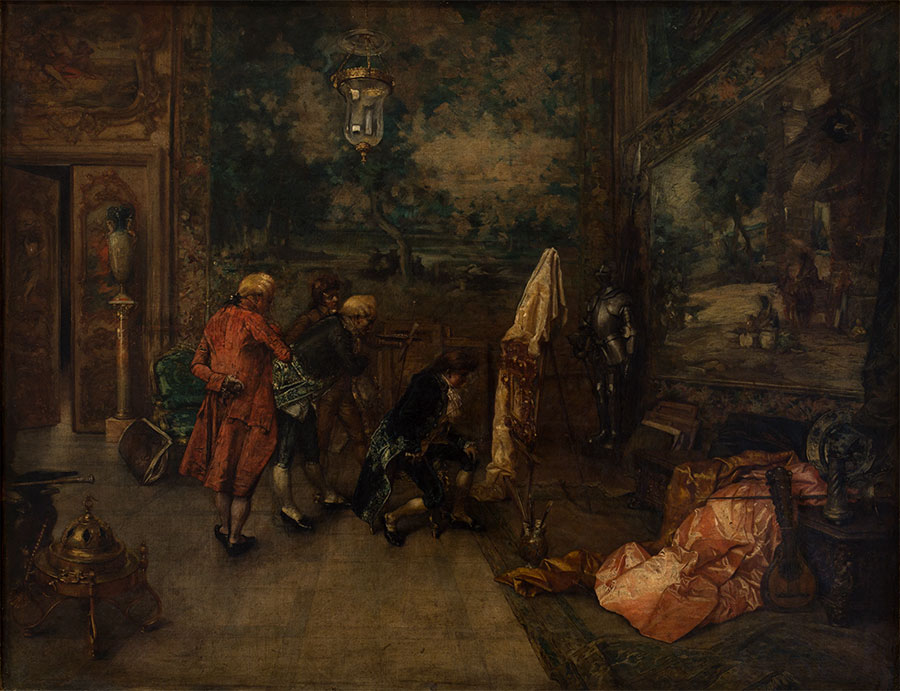
Gli amanti d'arte, 1890
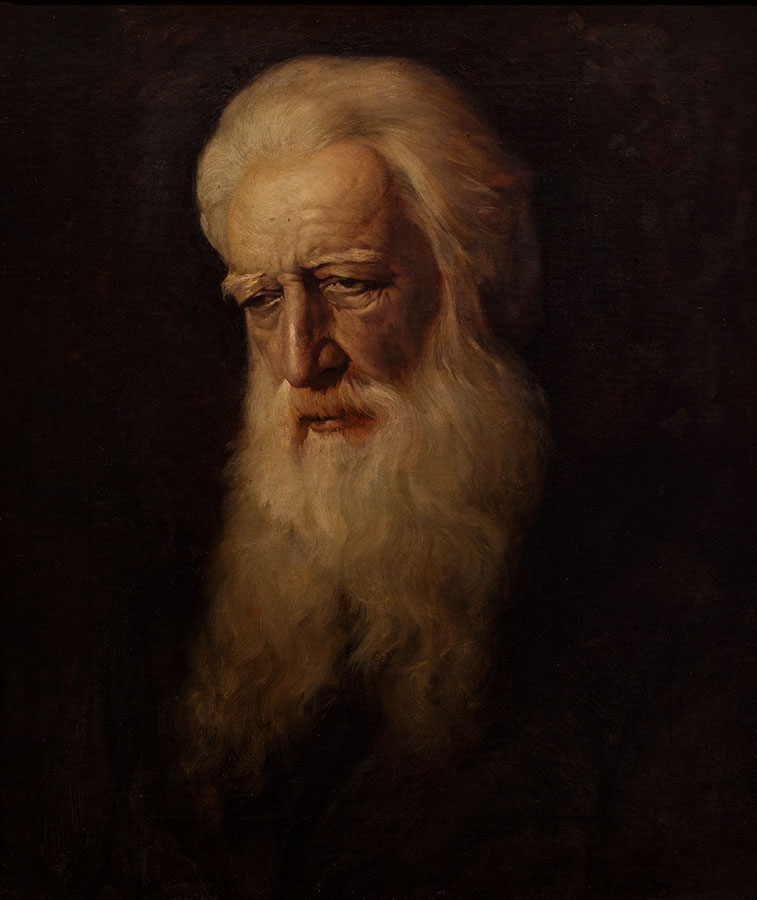
Testa di anziano, 1891
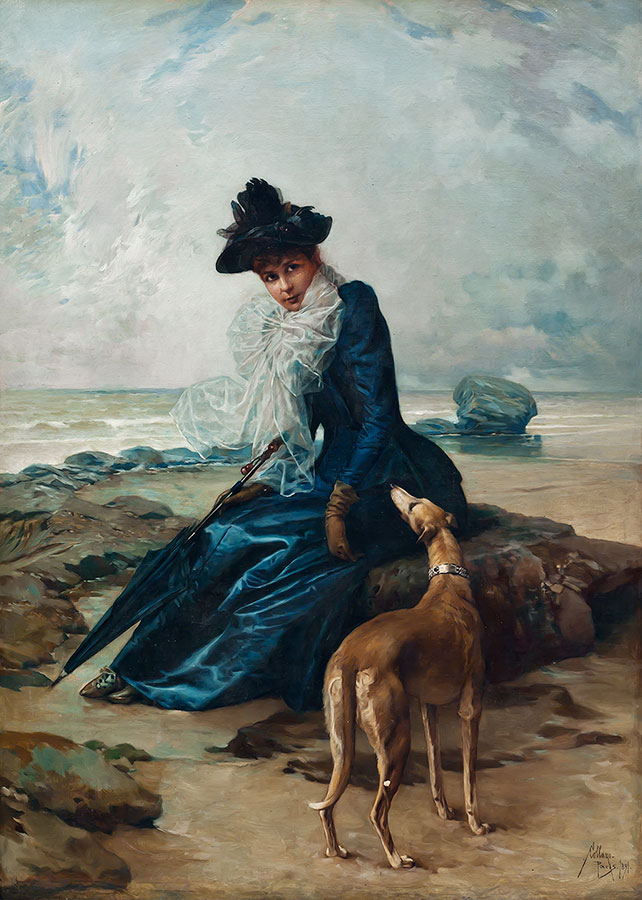
Donna seduta in riva al mare, 1891